# Anne-Liis von Knorring
Anne-Liis von Knorring, född 22 december 1945 i Falun, är en svensk professor emerita i barn- och ungdomspsykiatri vid Uppsala universitet.

## Biografi
Von Knorring studerade medicin vid Sahlgrenska akademin och Umeå universitet. Hon tog läkarexamen 1973. 1983 disputerade hon på avhandlingen Adoption studies on psychiatric illness - epidemiological, environmental and genetic aspects. 1993 utsågs von Knorring till professor i barn- och ungdomspsykiatri vid Uppsala universitet.
Von Knorring var inspektor vid Västmanlands-Dala nation 2006-2011.